# CHa-40
CHa-40 — мисливець за підводними човнами Імперського флоту Японії, який брав участь у Другій світовій війні.
CHa-40 належав до серії допоміжних мисливців, споруджених з використанням можливостей малих суднобудівних підприємств. Ці кораблі мали дерев'яний корпус та при зникненні зацікавленості в них зі сторони збройних сил мали бути перетворені на риболовецькі судна.
Спорудження корпусу CHa-40 здійснили на верфі в Фукусімі, а його оснащення озброєнням провели на верфі ВМФ у Куре.
Відомо, що корабель ніс службу в Океанії. 14 жовтня 1943-го він вийшов з Йокосуки в конвої № 3014, який прямував на Трук (розташована в центральній частині Каролінських островів головна японська база в Океанії).
22 січня 1944-го CHa-40 перебував за кілька десятків кілометрів на північ від Лоренгау (острів Манус зі складу островів Адміралтейства), де був виявлений та потоплений ворожими літаками B-25 та P-38.